# افتتاحية لوبيز
افتتاحية لوبيز أو هجوم ماكلويد هي افتتاحية شطرنج متفرحة عن اللعبة المفتوحة وتظهر بعد النقلات:
1. e5 e4
2. c3
لعبت هذه النقلة باستمرار في القرن الـ 19 من قبل أستاذ الشطرنج الإسكتلندي نيكولاس ماكلويد الفائز بمسابقة الترشج، ولكن غير ذلك نادرا ما تتم رؤيتها في البطولات.

## تحليل
يحضر الأبيض بنقلته الثانية للنقلة 3.d4 في محاولة للسيطرة على المركز، ويمكن لهذه النقلة التحول إلى فتحات أخرى مثل افتتاحية بونزياني أو غامبت غوريك أو اللعبة الاسكتلندية، إلا أن جانبها السلبي هو انعدام الضغط على البيدق e5 ما يجعل الأبيض حرا في ردوده، إذ يمكنه الرد بقوة عبر النقلة 2...d5 وهي نقلة جيدة تمنع أيّ تحولات لافتتاحيات أخرى وتكسر مركز الأبيض القوي وبعد النقلات Qxd5 exd5.3 d5 c3.2 e5 e4.1 لا يمكن لعب 4.Nc3 وطرد الملكة مع تمبو لوجود البيدق في c3.

## روابط خارجية
- مجموعة مباريات فاز بها الأسود